# Nederlandse kampioenschappen schaatsen afstanden 2008 - 1500 meter vrouwen
De Nederlandse kampioenschappen schaatsen afstanden 2008 - 1500 meter vrouwen worden gehouden in november 2008. 
Titelverdedigster is Ireen Wüst die de titel pakte tijdens de Nederlandse kampioenschappen schaatsen afstanden 2007

## Uitslag
| #      | Schaatser               | Tijd    |
| ------ | ----------------------- | ------- |
| Goud   | Paulien van Deutekom    | 1.58,26 |
| Zilver | Ireen Wüst              | 1.58,35 |
| Brons  | Diane Valkenburg        | 1.59,30 |
| 4      | Marrit Leenstra         | 1.59,30 |
| 5      | Annette Gerritsen       | 1.59,94 |
| 6      | Jorien Voorhuis         | 2.00,62 |
| 7      | Renate Groenewold       | 2.00,68 |
| 8      | Tessa van Dijk          | 2.01,26 |
| 9      | Sanne Delfgou           | 2.01,76 |
| 10     | Wieteke Cramer          | 2.01,79 |
| 11     | Natasja Bruintjes       | 2.02,10 |
| 12     | Laurine van Riessen     | 2.02,50 |
| 13     | Ingeborg Kroon          | 2.02,56 |
| 14     | Margot Boer             | 2.02,61 |
| 15     | Sophie Nijman           | 2.02,74 |
| 16     | Foske Tamar van der Wal | 2.02,84 |
| 17     | Lisette van der Geest   | 2.03,51 |
| 18     | Annouk van der Weijden  | 2.03,56 |
| 19     | Linda Bouwens           | 2.03,91 |
| 20     | Cindy Vergeer           | 2.03,47 |
| 21     | Janneke Ensing          | 2.03,50 |
| 22     | Jorien Kranenborg       | 2.04,84 |
| 23     | Rixt Meijer             | 2.05,01 |
| 24     | Femke Hilgersom         | 2.05,69 |

1987 · 
1988 · 
1989 · 
1990 · 
1991 · 
1992 · 
1993 · 
1994 · 
1995 · 
1996 · 
1997 · 
1998 · 
1999 · 
2000 · 
2001 · 
2002 · 
2003 · 
2004 · 
2005 · 
2006 · 
2007 · 
2008 · 
2009 · 
2010 · 
2011 · 
2012 · 
2013 · 
2014 · 
2015 · 
2016 · 
2017 · 
2018 · 
2019 · 
2020 · 
2021 · 
2022 · 
2023 · 
2024 · 
2025